# August von Ende

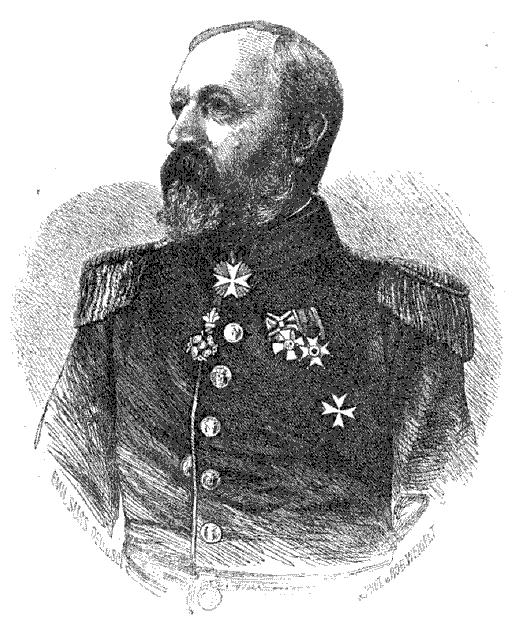
August von Ende (1815–1889)

Freiherr Karl Ludwig August von Ende (* 18. Mai 1815 in Waldau bei Kassel, Kurfürstentum Hessen; † 28. August 1889 auf dem Weißen Hirsch bei Dresden) war ein preußischer Beamter und deutscher Politiker (Freikonservative Partei). Er war 1871–1872 und 1877–1881 Mitglied des Reichstages sowie von 1876 bis 1881 Oberpräsident der Provinz Hessen-Nassau.

## Leben

### Herkunft
August von Ende entstammte der Kaimberger Linie der Freiherren von Ende. Seine Eltern waren der aus Kursachsen stammende königlich-westphälische General Johann Friedrich August von Ende (1780–1834) und dessen Ehefrau Antoinetta Carolina Wilhelmina Charlotta vom Hagen (1793–1860). Er war evangelischer Konfession.

### Werdegang

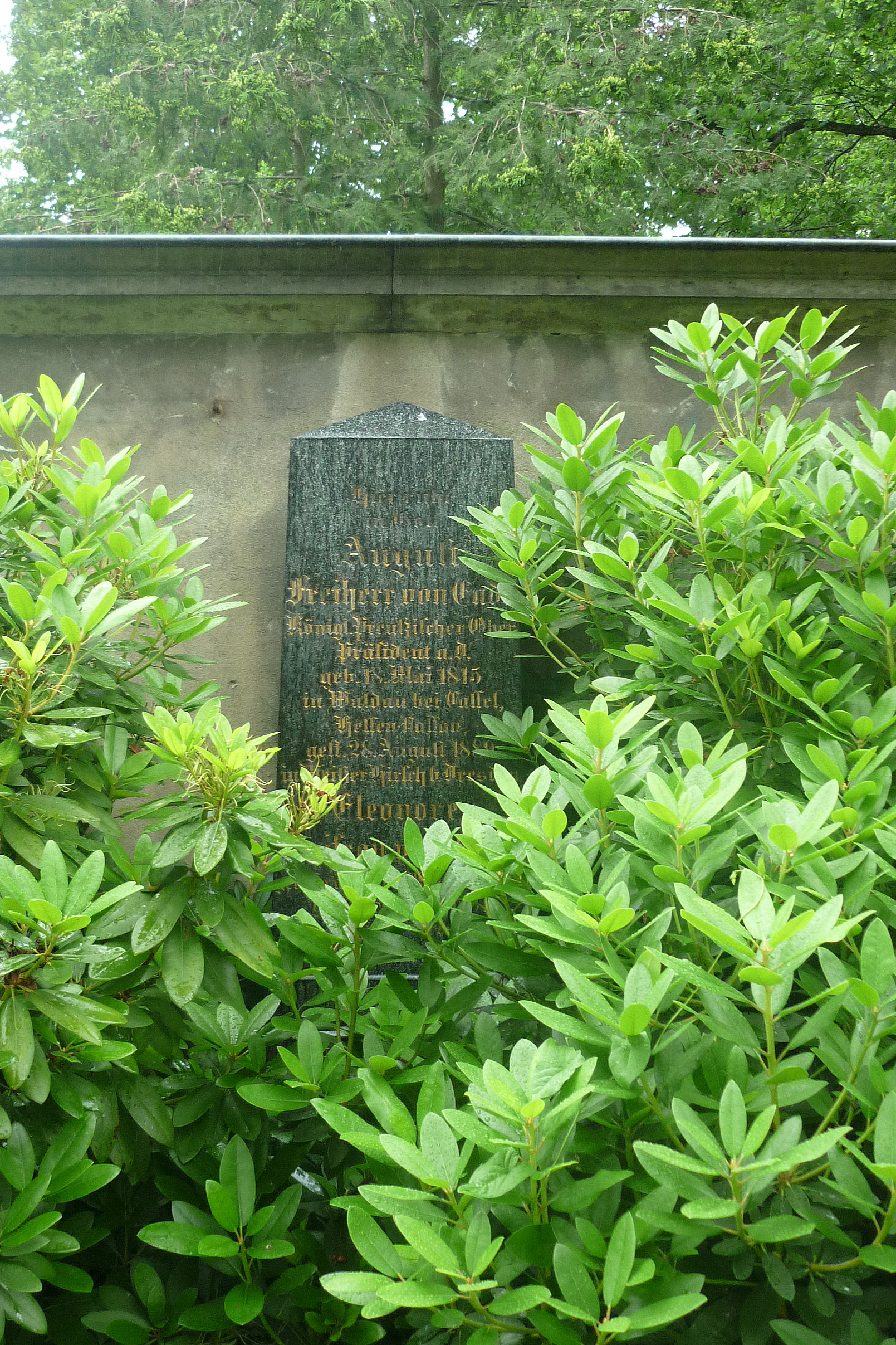
Grab von August von Ende auf dem Loschwitzer Friedhof

Von Ende besuchte die Landesschule Pforta bei Naumburg (Provinz Sachsen), wo er 1835 die Reifeprüfung ablegte. Anschließend studierte er an der Friedrich-Wilhelms-Universität zu Berlin Rechtswissenschaften und wurde hier Mitglied der Alten Berliner Burschenschaft. Nach einer Zeit als Auskultator beim Landgericht Berlin trat er 1840 als Regierungsreferendar in den preußischen Staatsdienst ein. Im Jahr 1844 legte er in Erfurt das Assessorexamen ab und wurde als Regierungsassessor im Jahr darauf nach Breslau versetzt, wo er in der Zensurbehörde beim dortigen Oberpräsidium der Provinz Schlesien arbeitete. Im Jahr 1847 wurde er Landrat im schlesischen Waldenburg und 1853 Landrat in Breslau. Seit 1862 amtierte er als Polizeipräsident in Breslau. Im Jahr 1870 wurde er Regierungsvizepräsident in Schleswig. Zwei Jahre später wurde Ende Regierungspräsident in Düsseldorf. Dort war er auch Kurator der Königlichen Kunstakademie. Zwischen 1876 und 1881 war er Oberpräsident der Provinz Hessen-Nassau.
August von Ende gehörte 1848/49 für den Wahlkreis Waldenburg der Frankfurter Nationalversammlung an. Einer Fraktion gehörte er nicht an. Zwischen 1849 und 1851 war er Mitglied der zweiten Kammer des preußischen Landtages. Dort gehörte er der Fraktion Centrum (nicht zu verwechseln mit dem späteren katholischen Zentrum) an. Von 1871 bis 1872 und von 1877 bis 1881 war er Mitglied des Reichstages. Dort war er Mitglied der Freikonservativen Partei. Zunächst vertrat von Ende 1871 bis 1872 den Wahlkreis Regierungsbezirk Breslau 9 (Breslau Land – Neumarkt). Im Januar 1872 musste er wegen seiner Ernennung zum Regierungspräsidenten in Düsseldorf sein Reichstagsmandat niederlegen. Von 1877 bis 1881 war er Abgeordneter des Reichstagswahlkreises Regierungsbezirk Kassel 5 (Marburg – Frankenberg – Kirchhain).
Von Ende war Ehrenritter und später Rechtsritter des Johanniterordens. Er wurde 1870 zum Ehrenbürger der Stadt Breslau ernannt. August von Ende war ebenfalls Ehrenbürger von Waldenburg. Seinen Ruhestand verbrachte er ab 1881 in Dresden, wo er 1889 verstarb. Er wurde auf dem Loschwitzer Friedhof beigesetzt.

### Familie
August von Ende heiratete am 3. August 1848 in Lohe Eleonore Gräfin von Königsdorff (* 11. Februar 1831 in Lohe; † 10. Mai 1907 in Wiesbaden). Insgesamt gingen aus der Ehe dreizehn Kinder hervor, von denen drei früh verstarben. Der Sohn Siegfried schlug eine Militärkarriere ein und brachte es bis zum Generalleutnant und Kommandeur der 50. Reserve-Division im Ersten Weltkrieg. Seine Tochter Margarethe heiratete den Großindustriellen Friedrich Alfred Krupp. Sein Sohn Felix wurde Genre- und Landschaftsmaler.